# Kuntillet Ajrud
Kuntillet Ajrud è un sito archeologico risalente alla fine del IX-VIII secolo a.C., situato nel nordest della penisola del Sinai. Spesso è descritto come un santuario, ma l'identificazione è controversa.
Il sito fu esaminato tra il 1975 e il 1976. L'edificio principale, misurante 25 m per 15 m e indicato come "piazzaforte", è diviso in due stanze, una larga, l'altra più piccola, ambedue dotate di basse panche. Pitture e iscrizioni sono presenti sui muri e su due grosse giare (πίθοι, pithoi), una per ciascuna stanza. Le pitture sui pithoi mostrano animali, alberi stilizzati e figure umane, alcune delle quali potrebbero raffigurare divinità. Pare che tali raffigurazioni siano il prodotto di un lavoro svoltosi in un vasto arco di tempo, per mano di differenti artisti, senza che l'insieme dia forma a scene coerenti. L'iconografia è interamente siro-fenicia e manca qualsiasi collegamento ai modelli egiziani che si suole incontrare nell'arte palestinese del periodo.
Le iscrizioni presentano una mescolanza degli alfabeti fenicio ed ebraico. Molte hanno carattere religioso e sono invocazioni a Yahweh, El e Baal. Due, in particolare, presentano le frasi "Yahweh di Samaria e la sua asherah" e "Yahweh di Teman e la sua asherah". In generale, gli specialisti concordano sul fatto che Yahweh è invocato in quanto dio nazionale di Samaria, capitale del regno di Israele, e di Teman, presso Edom, il che farebbe intendere che Yahweh avesse un tempio a lui dedicato in Samaria e pone la questione di una sua relazione con Kaus, il dio nazionale di Edom.
L'asherah è ritenuto generalmente un oggetto cultuale, forse un albero stilizzato, quasi certamente fatto di legno (nella Bibbia esso viene spesso bruciato, nell'affermazione del progressivo monoteismo yahwista contro altre divinità delle civiltà vicine), per quanto la relazione tra l'asherah, Yahweh e la dea Asherah, consorte del dio El, resti oscura.